# Cantonul Bras-Panon
Cantonul Bras-Panon este un canton din arondismentul Saint-Benoît, Réunion, Franța.